# Augusto Stanley
Augusto José Stanley Netpczuk (né le 3 août 1987 à Villa Benjamín Aráoz, Tucumán, en Argentine) est un athlète paraguayen, spécialiste du 400 m.
Son meilleur résultat est de 46 s 62 obtenu à Barquisimeto le 8 juin 2012. En 2011, il avait déjà battu le record national du 400 m qui remontait aux Jeux olympiques de 1972, en le portant à 47 s 00.